# Eremomidas bek
Eremomidas bek är en tvåvingeart som först beskrevs av Semenov 1922.  Eremomidas bek ingår i släktet Eremomidas och familjen Mydidae. Inga underarter finns listade i Catalogue of Life.